# Nybro
Nybro est une ville de Suède, chef-lieu de la commune de Nybro dans le comté de Kalmar. 12 598 personnes y vivent.

## Personnalités liées à Nybro

### Naissance
- Runer Jonsson (1916–2006), journaliste et écrivain
- Lars-Erik Rosell (1944-2005), compositeur de musique classique
- Peter Abelsson (en) (1977-), footballeur
- Andreas wijk (1993-), chanteur et mannequin